# Ammophila (plante)
Pour les articles homonymes, voir Ammophile.
Genre
Classification phylogénétique
Ammophila (les ammophiles) est un genre de plantes monocotylédones de la famille des Poaceae (graminées), sous-famille des Pooideae, originaire de l'hémisphère nord.
Ce sont des plantes herbacées vivaces, qui croissent dans les terrains sablonneux.
Les Ammophiles sont très connues comme exemple de plantes xérophytes, qui peuvent résister à des conditions très sèches.
Malgré leur présence sur le littoral marin, les ammophiles ne sont pas particulièrement tolérantes aux sols salins ; elles peuvent tolérer une salinité d'environ 15 g/l (1,5 %), ce qui en fait des halophytes "modérées".
Ces plantes sont parfois devenues envahissantes dans des régions où elles ont été introduites, le plus souvent pour stabiliser des dunes.
Étymologie : le nom générique « Ammophila » est formé de deux racines grecques :  ammos (ἄμμος), qui signifie « sable », et phila (ϕιλος), qui signifie « amour ».

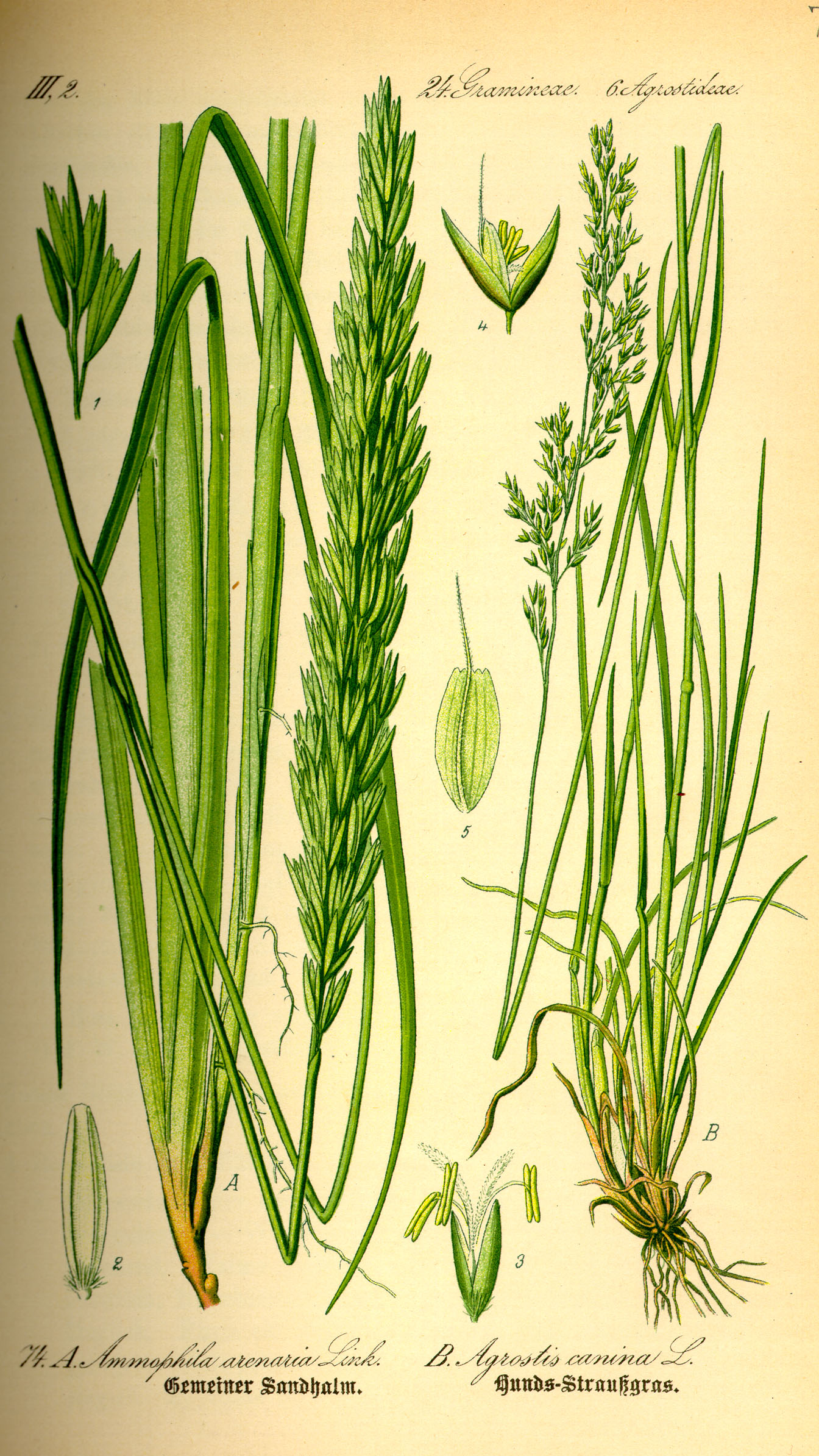
Ammophila arenaria, illustration botanique.

## Liste des espèces et sous-espèces
Le genre Ammophila comprend quelques espèces, dont deux seulement : Ammophila arenaria et Ammophila breviligulata, semblent irréfutables.  D'autres espèces ont été proposées mais sont contestées.
Selon World Checklist of Selected Plant Families (WCSP) (22 septembre 2016) :
- Ammophila arenaria (L.) Link (1827), oyat
  - sous-espèce Ammophila arenaria subsp. arenaria
  - sous-espèce Ammophila arenaria subsp. australis (Mabille) M.Laínz, Comun. I. N. L. A.  (1974)
- Ammophila breviligulata Fernald (1920)
- Ammophila champlainensis F.Seym. (1966)